# Director jurídic
El director jurídic, o directora jurídica, també conegut com a advocat general o advocada general, en anglès chief legal officer (CLO), és l'advocat en cap d'un departament jurídic, generalment en una empresa o un departament governamental.
A més de les tasques de l'àrea legal, la majoria dels directors dels serveis jurídics també s'encarreguen del compliment normatiu, per assegurar l'adequació dels procediments, polítiques i accions d'una organització s'ajusten a la normativa en vigor i als estàndard ètics aplicables en el seu àmbit d'actuació.
La gran majoria dels directors jurídics de l'empresa informa directament al conseller delegat. i pot prendre l'estructura d'equip assessor en dependència directa d'aquest, amb les funcions d'assessorament, orientació i suport tècnic.